# Regla de cinco de Lipinski
La regla de cinco de Lipinski es una regla completamente empírica que permite evaluar cualitativamente cómo de adecuado podría resultar un compuesto químico para cumplir alguna determinada función farmacológica o actividad biológica una vez que es ingerido como medicamento para consumo oral en seres humanos. Esta regla fue formulada por Christopher A. Lipinski en el año 1997, basado en la observación de que la mayoría de los compuestos químicos utilizados en medicamentos son moléculas relativamente pequeñas y lipofílicas.
La regla describe las propiedades moleculares que tienen importancia farmacocinética en el cuerpo humano, incluyendo la absorción, distribución, metabolismo, y excreción ("ADME"). Sin embargo, la regla no predice si un compuesto será farmacológicamente activo.
Esta regla es importante para el desarrollo de fármacos a partir de compuestos con propiedades farmacológicas previamente demostradas para obtener mejores actividades y selectividades, por ejemplo. Estas modificaciones a las estructuras moleculares suelen conllevar a fármacos con pesos moleculares superiores, mayor número anillos, más enlaces con posibilidad de rotación libre y más alta lipofilicidad.
Tal y como lo indica la regla de Lipinski, en general, un principio activo y para que sea posible su administración por vía oral no debe violar más de una de las siguientes consideraciones:
- No debe contener más de cinco donadores de enlaces por puentes de hidrógeno (átomos de nitrógeno u oxígeno con al menos un átomo de hidrógeno).
- No debe contener más de diez aceptores de enlaces por puentes de hidrógeno (átomos de nitrógeno, oxígeno o flúor).
- Debe poseer un peso molecular inferior a 500 uma.
- Debe poseer un coeficiente de reparto octanol-agua (log P) inferior a 5.[3]

Nótese que todos los números mencionados en estas condiciones son múltiplos de cinco, lo cual es el origen del nombre de esta regla.

## Mejoras de la regla
Para refinar un poco más, esta regla fue complementada con algunas extensiones (condiciones) adicionales. Ejemplo de esto puede encontrarse en la publicación del año 1999 de Ghose y colaboradores en la cual se consideran, adicionalmente, los siguientes criterios:
- El coeficiente de partición log P debe encontrarse entre -0.4 y +5.6.
- La refractividad molar debe situarse entre 40 y 130.
- La masa molecular debe ser mayor de 160 y menor de 500.
- El número de átomos debe estar entre 20 y 70 (incluyendo tanto a los donadores como a los aceptores de enlaces por puentes de hidrógeno).